# Francisco de Paula León Olea
Francisco de Paula León Olea (nació en, 1951) es un arquitecto, músico, autor y empresario de  Ciudad de México, México. También es reconocido por su contribución política durante el proceso de transición democrática en México, así como por sus innovadores proyectos arquitectónicos.

## Temprana edad y educación
Francisco de Paula León Olea nació en la Ciudad de México, (México en 1951), sus padres fueron Gabriel León y Martha Olea. Teófilo Olea y Leyva fue uno de los abuelos, considerado uno de Los Siete Sabios de México . 
Realizó sus estudios de música sacra en el seminario de los Santos Padres Católicos. Luego continuó sus estudios de piano y composición pianística en la Escuela Nacional de Música de la Universidad Nacional Autónoma de México. Tiene una maestría en Relaciones Internacionales de American University, donde forma parte del patronato.  

## Carrera musical
Estudió en el Conservatorio Nacional de Música y en 1989 se convirtió en el primer compositor mexicano de Réquiem Sinfónico, el cual fue inaugurado en 1990, por la Orquesta Filarmónica de la Universidad Nacional Autónoma de México.   En 1994, compuso la "Fantasía del Universo", que fue interpretada por el Festival Internacional de Música de Morelia México.  Abandonó su trayectoria en la música después del fallecimiento de su padre. En el año 2023, presentó por primera vez su sinfonía coral "Poimandres" junto a la Orquesta Filarmónica de San Luis Potosí, México. 

## Política
En el año 2000, de Paula León Olea inició el Parlamento Ciudadano y el Movimiento Acción Republicana para apoyar la transición democrática de México. En el año 2002, el Movimiento de Acción Republicana solicitó la creación del Partido Republicano, liderado por de Paula León Olea, quien fungía como presidente de la organización.   
De Paula León Olea también fundó una empresa editorial encargada de publicar la revista Conciencia Mexicana . Durante el proceso de transición política en México, la revista realizó entrevistas a destacados líderes políticos como Kofi Annan,  Hillary Clinton,  y Václav Havel .  Durante 1999, la revista sostuvo una entrevista con el expresidente Carlos Salinas, quien estaba en el exilio en Dublín en ese momento. 
Durante este lapso de tiempo, De Paula León Olea redactó y difundió artículos políticos tanto en Conciencia Mexicana como en periódicos mexicanos en los cuales criticó la corrupción de la élite mexicana, defendió el derecho a tener más de un partido político y pidió un cambio pacífico.   

## World Trade Center
A finales de la década de 1980, De Paula León Olea se asoció con Alfredo Ruiz Suárez para rediseñar el edificio que iba a ser el Hotel de México, y propuso convertirlo en un centro de negocios internacional en su lugar. El World Trade Center Ciudad de México fue inaugurado en noviembre de 1994. Posteriormente, De Paula León Olea colaboró con Guy F. Tozzoli, nominado por Mijaíl Gorbachov para el Premio Nobel de la Paz, para expandir la Asociación del World Trade Center a 420 ciudades mediante franquicias.

## La Universidad Giordano Bruno
De Paula León Olea es el presidente del Consejo de Administración de la Universidad Giordano Bruno .  Trabajó con Ervin Laszlo  en el lanzamiento de esta universidad en línea en Budapest en 2012, durante un evento que contó con la presencia de figuras destacadas de todo el mundo. 

## El Centro Internacional de Sostenibilidad (ISC por sus siglas en inglés)
Desde 2022, De Paula León Olea trabaja en la creación y desarrollo de un ambicioso proyecto llamado El Centro Internacional de Sostenibilidad (ISC por sus siglas en inglés), diseñado para abordar el apremiante problema del calentamiento global. El ISC se ha configurado como un espacio único al reunir permanentemente a todas las naciones, las empresas más importantes del mundo y las mentes más brillantes del mundo. En el ISC se exhibirán permanentemente los esfuerzos que gobiernos y empresas realizan en torno a todos los temas ambientales, proponiendo al mismo tiempo una congregación armónica de ideas y acuerdos globales. El ISC fue ofrecido inicialmente al Gobierno de Guatemala. En septiembre de 2022, el proyecto fue recibido por el Sr. António Manuel de Oliveira Guterres, Secretario General de las Naciones Unidas. En septiembre de 2023, el ISC fue presentado oficialmente ante la comunidad de naciones en la Sede de las Naciones Unidas en la ciudad de Nueva York, en un evento encabezado por altos representantes de la República de Guatemala y la Sra. Tonilyn Lim, Jefa de Programas del Instituto Global de las Naciones Unidas. Oficina compacta.

## Libros
Aparte de abordar temas políticos, De Paula León Olea también incursiona en la filosofía y la ficción en sus escritos.. Sus libros publicados incluyen Ianoa Coeli: A Ship of Hope in the Mexican Mad Years  y Los hilos secretos de las élites,.  Su libro, El despertar de la humanidad: hacia una teoría unificada del hombre en el siglo XXI,  realiza un resumen sobre su filosofía de la no subordinación. Su primera novela de ficción histórica fue "El color del cielo y la tierra", que se publicó en 2012.  Otras obras de ficción incluyen "La Barcaza en el Sena", y una colección de cuentos llamada "Cuentos de la vida Real ".Su proyecto de ficción más reciente es "La gran mentira", una novela que mezcla historia y filosofía para revelar una trama poderosa que se remonta a los mismos orígenes del cristianismo.

## Premios
En abril de 2013, De Paula León Olea recibió el Life Time Achievement Award in Arts and Humanities presentado por el Museo Mexic-Arte en Austin, Texas.  